# Trigonella suavissima
Espèce
Trigonella suavissima est une espèce de plantes à fleurs de la famille des Fabaceae. C'est une plante herbacée éphémère qui pousse principalement dans les régions intérieures arides de l'Australie,,. Elle a été cultivée et récoltée par les aborigènes australiens et documentée par Thomas Mitchell en 1838.

## Description
Trigonella suavissima pousse de manière décumbente ou ascendante avec des tiges de 5-50 cm de long et des pétioles de 2-5 cm. Les surfaces supérieures des folioles sont presque glabres mais les surfaces inférieures sont généralement poilues, avec une corolle jaune de 4,5-6,5 mm au sommet.
L'automne et le printemps sont les saisons les plus propices à la croissance de Trigonella suavissima. Le nombre le plus élevé d'occurrences au cours d'une année a lieu en août et septembre. Les effectifs de l'espèce ont augmenté progressivement depuis 1850, ils ont continué à augmenter depuis 1955 et ont atteint leur maximum en 1990, avant de commencer à décliner fortement jusqu'à aujourd'hui.

## Répartition
Trigonella suavissima est endémique de l'Australie et se trouve dans tous les États australiens, à l'exception de la Tasmanie, qui a un climat plutôt humide par rapport aux sept autres États. L'espèce pousse dans les régions plus sèches du nord-ouest de chaque État.

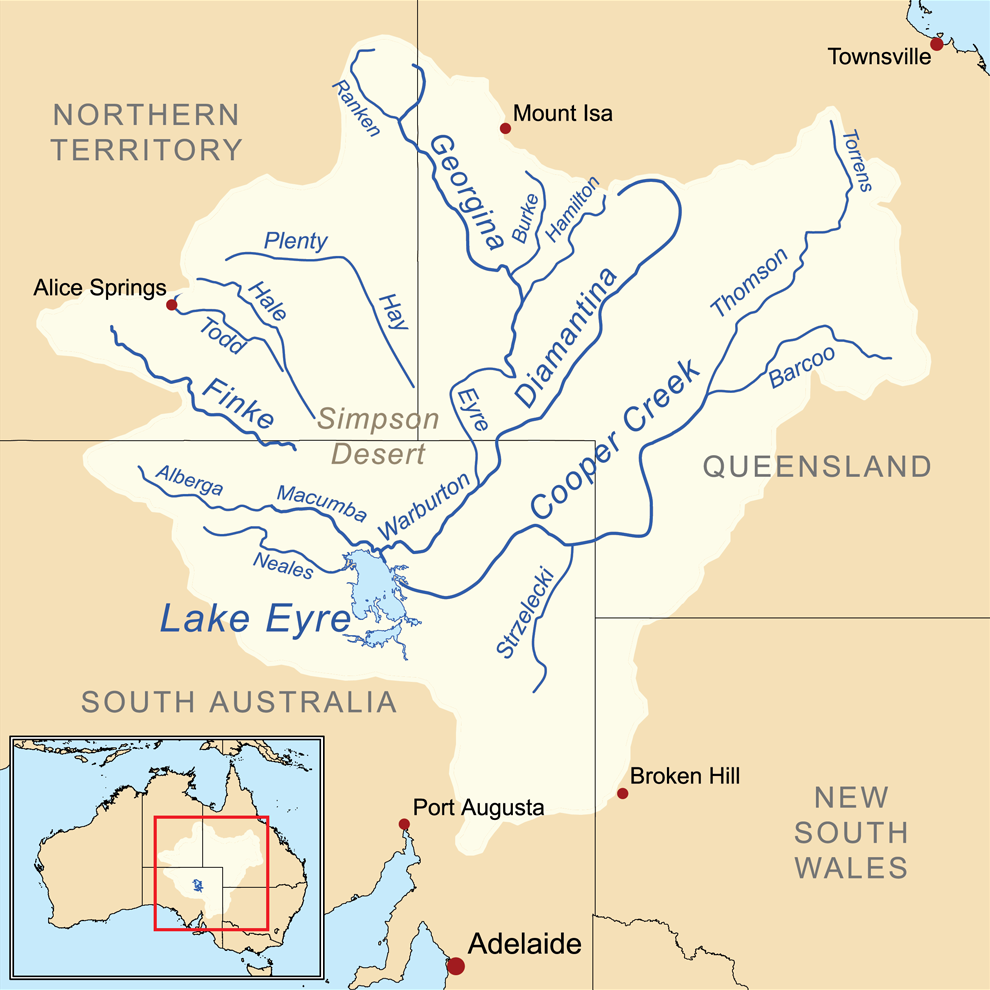
Situation du lac Eyre sur une carte de l'Australie.

La répartition de Trigonella suavissima est liée au sol. Il est mieux adapté aux sols argileux de texture fine et aux surfaces auto-pulvérisées. L'espèce se rencontre également sur des sols à forte capacité de rétention d'eau en raison de l'environnement aride et se trouve rarement sur les sols sablonneux. On la trouve fréquemment dans les environnements arides de l'intérieur du centre de l'Australie, sur les berges des rivières aux sols argileux. Elle repose sur des sols fortement inondés, principalement sur les berges des rivières, dans les dépressions de faible altitude et dans les zones inondées. Par conséquent, le « Channel Country » près du Lake Eyre dans le Queensland, le « Brancannia Basin » en Nouvelle-Galles du Sud et les « Darling Basins » dans l'est de l'Australie-Méridionale, qui sont tous des tronçons moyens ou bas de systèmes fluviaux intérieurs, sont des lieux de reproduction propices à Trigonella suavissima
.

## Morphologie
Trigonella suavissima est l'une des espèces à la floraison la plus rapide et la plus longue parmi les autres légumineuses. Il faut 74 jours avant la première floraison et chaque floraison dure généralement entre 111 et 118 jours, montrant un faible niveau de fécondité malgré un potentiel élevé en raison de ses habitudes de croissance souhaitables. Elle possède les graines les plus petites et les plus légères (environ 1,00 mg), mais aussi la plus grande quantité de graines par plante. Les graines de Trigonella suavissima sont dures et s'hydratent lentement.
Trigonella suavissima est pollinisée par les insectes bien que son auto-compatibilité soit encore inconnue les fruits peuvent tomber des plantes lorsqu'elles sont matures, même si l'espèce est généralement indéhiscente ou seulement tardivement déhiscente.
Trigonella suavissima a la teneur en protéines la plus élevée (373 g/kg DW) parmi les autres légumineuses indigènes australiennes. Il s'agit d'un élément fixateur d'azote pour les herbes et les graminées indigènes dans l'écosystème après les inondations dans les bassins. L'espèce est également très tolérante à la salinité, étant capable de développer une croissance de 106 % même sous les paramètres de contrôle de 45 nM de concentration de chlorure de sodium
.

## Croissance

### Propagation
Les graines de Trigonella suavissima commencent généralement à germer après avoir été trempées dans de l'eau chaude pendant 12 heures. L'espèce a besoin d'une inondation générale pour induire la germination dans la nature, c'est pourquoi elle pousse mieux après une inondation en automne et en hiver. La propagation de Trigonella suavissima est fréquente dans les régions intérieures de l'Australie après les pluies de l'hiver et du printemps et les inondations des saisons fraîches, où des herbes denses sont formées dans les plaines inondables.

### Stades de croissance
Au stade de la plantule, l'embryon de Trigonella suavissima est constitué de cotylédons, de radicules et de mucilages. L'embryon est de couleur orange, avec une base arrondie et un cotylédon de forme oblongue relié au radicule conique.
Lorsque les feuilles commencent à pousser, la couleur de l'hypocotyle ovoïde devient crémeuse et atteint une longueur comprise entre 22 et 24 mm, et les feuilles sont obtuses.
Ensuite, au stade de la première feuille prophylactique, le pétiole, qui est similaire à la tige, atteint 15-20 mm et a une surface poilue. Les feuilles à limbe d'environ 6-8 mm de long et 4-6 mm de large prennent une forme ovale.

## Relations écologiques avec d'autres espèces
Trigonella suavissima n'a pas seulement une relation symbiotique exclusive avec la bactérie du nodule racinaire Sinorhizobium sp., elle partage également la capacité de fixation de l'azote avec Medicago sativa et Trigonella arabica;
Une souche de Sinorhizobium provenant du sol de Menindee fixe non seulement l'azote avec Trigonella suavissima mais aussi avec Medicago sativa, tandis que Trigonella arabica et Trigonella suavissima fixent toutes deux l'azote avec la souche CC2281e qui a été isolée à partir de Trigonella arabica.
Une proportion mineure de Trigonella suavissima était saisonnièrement prolifique sur le lit du lac éphémère Tandou près de Menindee où les peuplements de Medicago sativa étaient cultivés. On en déduit que le rhizobia responsable de la nodulation et de la fixation de l'azote avec Medicago sativa provient de Trigonella suavissima;

### Bactéries associées aux nodules racinaires

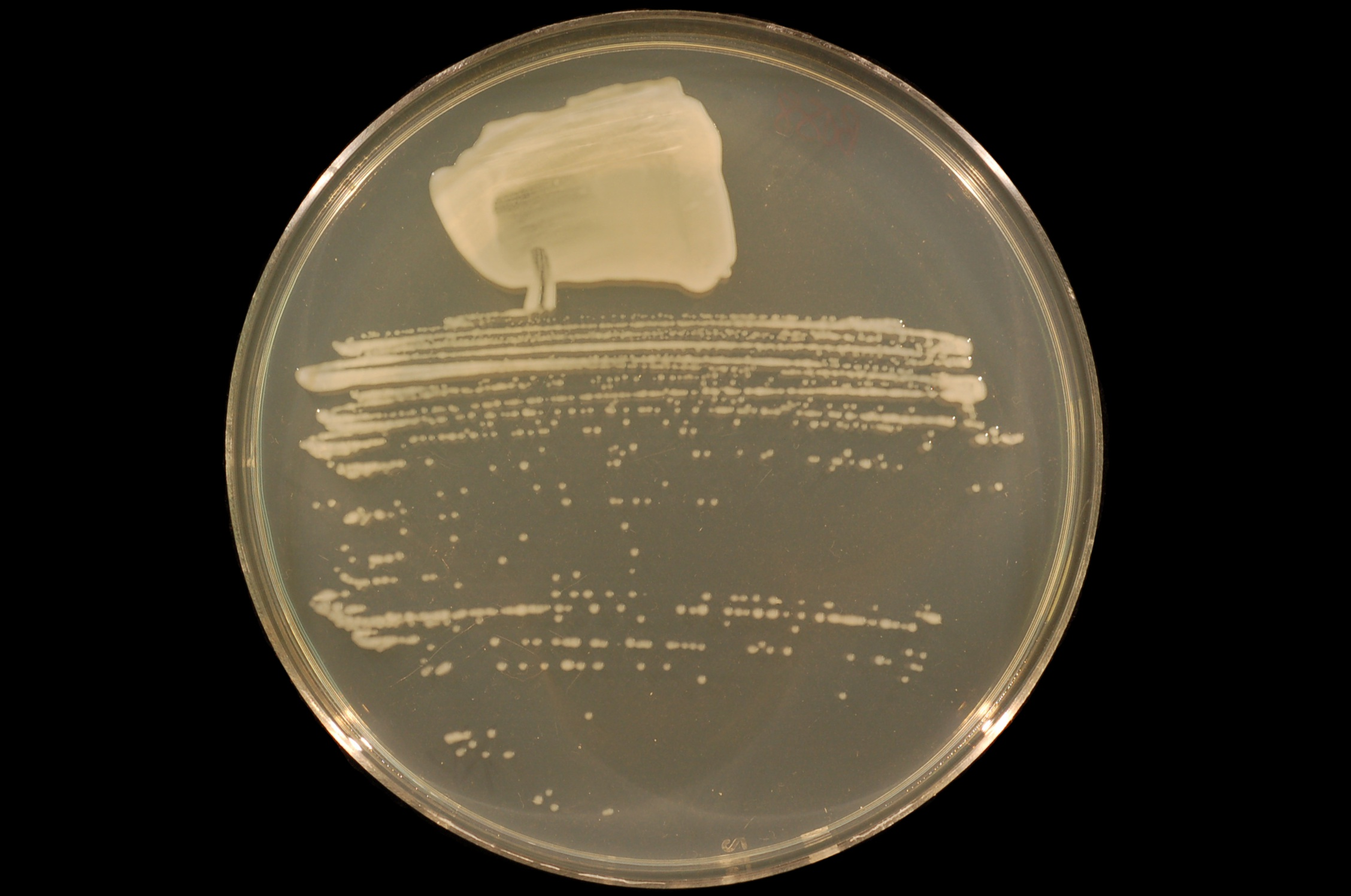
Sinorhizobium vue au microscope.

Sinorhizobium sp. est l'homologue de la bactérie du nodule racinaire de Trigonella suavissima. Il s'agit également de la seule espèce indigène australienne de son groupe taxonomique. Sinorhizobium habite généralement des endroits où le sol est argileux et à texture fine, ce qui est similaire à sa plante hôte Trigonella suavissima. L'abondance de l'espèce est corrélée à la densité de Sinorhizobium, plus Trigonella suavissima est abondante dans une zone, plus Sinorhizobium est dense. La présence de Sinorhizobium ne dépend pas absolument de son hôte, il a été trouvé sur un certain nombre de sites avec ou sans sécheresse où Trigonella suavissima n'a pas été repéré, ce qui prouve la persistance de Sinorhizobium dans le sol. Ceci est dû au développement d'enveloppes d'argile autour des cellules bactériennes qui ont la capacité de modifier la réponse des bactéries à l'environnement, permettant à Sinorhizobium de mieux s'adapter au sol. En outre, les bactéries sont constituées de souches productrices d'acide qui se combinent avec la structure fine de l'argile du sol pour faciliter l'absorption de l'argile par les bactéries.

### Relations avecTrigonella anguina

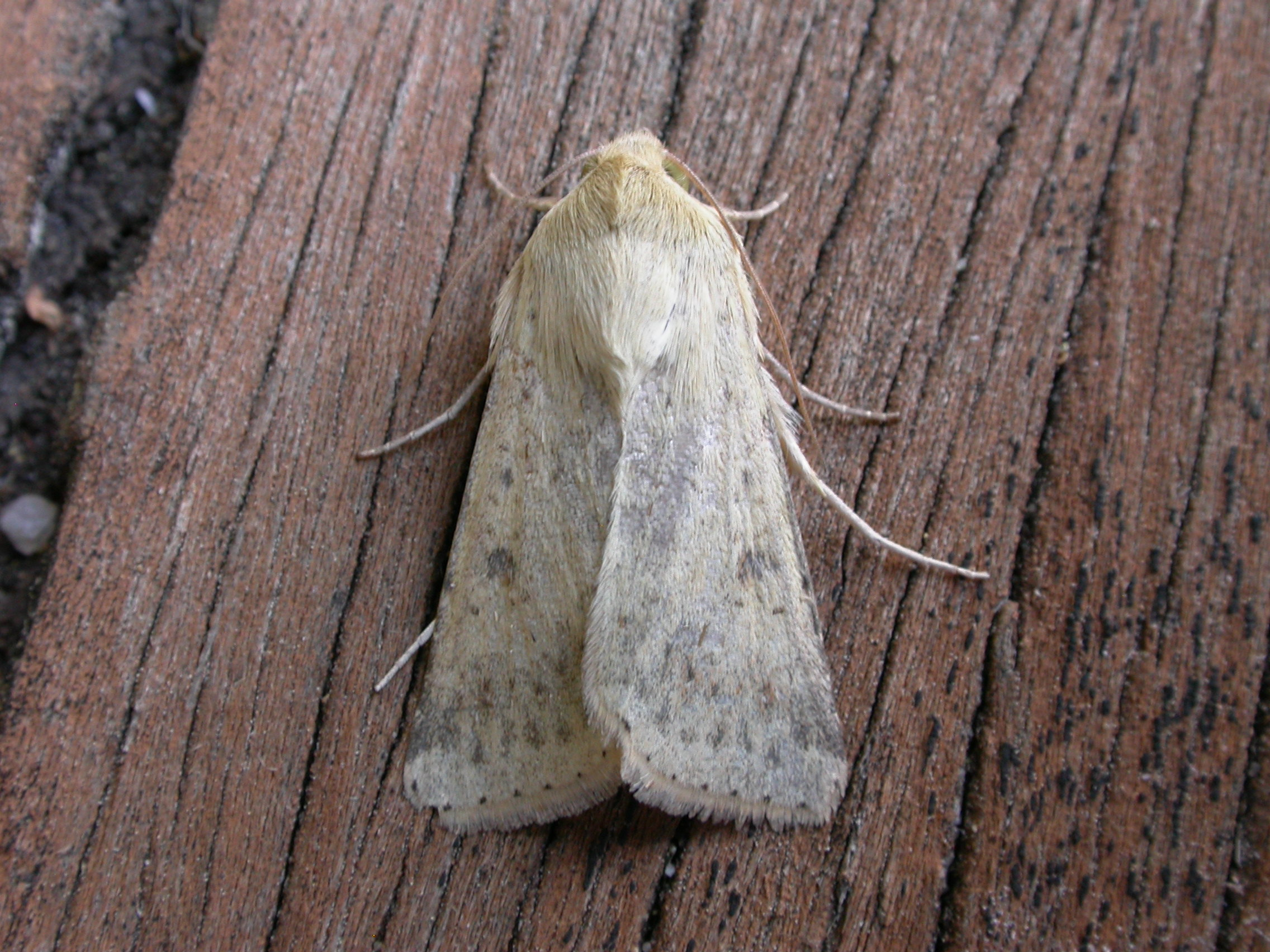
Helicoverpa punctigera.

Trigonella suavissima est décrite comme une « sœur » de Trigonella anguina, car toutes deux possèdent des cotylédons oblongs à base arrondie. Elles présentent également des radicules accombantes et ovales, des feuilles cotylédonaires ovales à apex obtus et des feuilles prophylactiques glabres avec un pétiole poilu. Les deux espèces ne sont pas placées dans la même section Falcatulae à cause de plusieurs différences. Trigonella anguina possède un port arbustif ascendant à dressé et une tige durcie à sa base alors que Trigonella suavissima a un port herbacé ascendant à prostré. Elles ont également des aires de répartitions distinctes : Trigonella suavissima est endémique à l'Australie et se trouve principalement dans les plaines salées et herbeuses des régions semi-arides de l'intérieur de l'Australie, Trigonella anguina se trouve principalement dans les régions semi-désertiques et désertiques d'Afrique du Sud et s'adapte le mieux aux sols à forte teneur en argile.

### Ravageurs

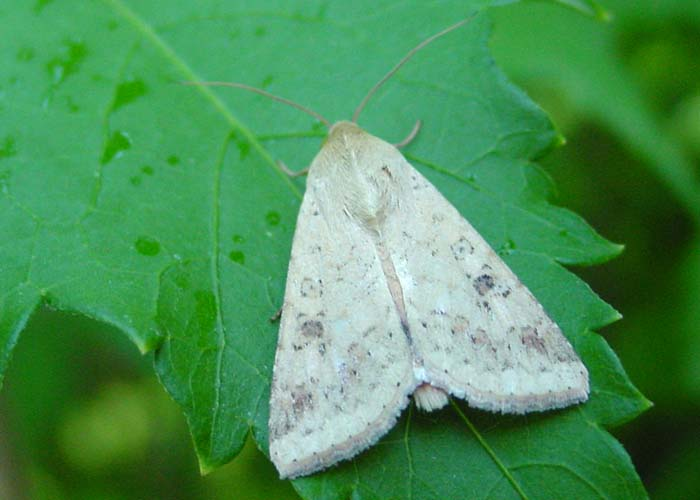
Helicoverpa armigera.

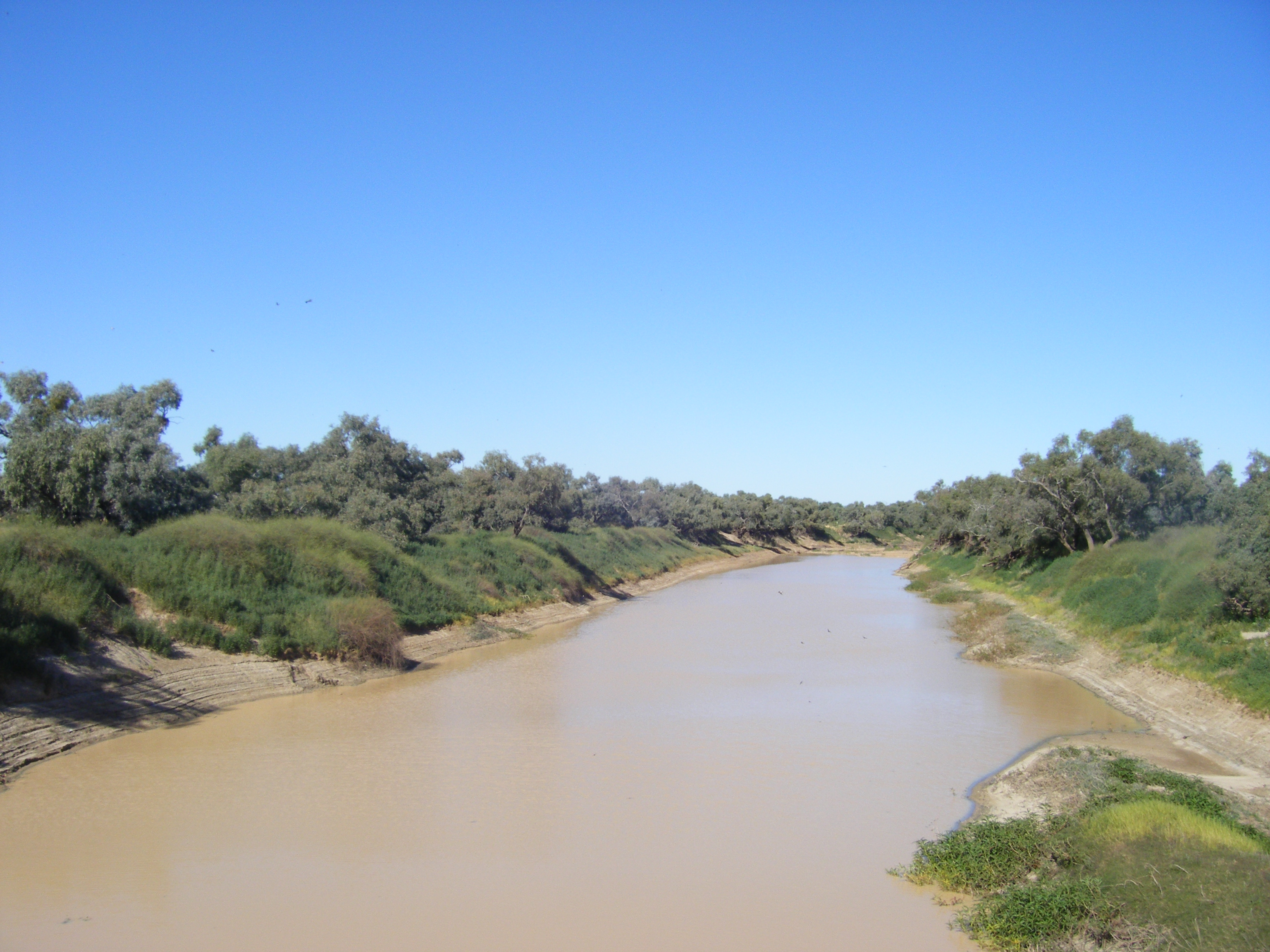
Diamantina River au Queensland, Australie.

Trigonella suavissima est une plante hôte de Helicoverpa punctigera et Helicoverpa armigera, qui sont des ravageurs majeurs du coton, des légumineuses à grains, des graines oléagineuses, etc. Les ravageurs partagent certains habitats communs avec Trigonella suavissima en Australie, y compris la Diamantina River, le Darling Basin et le Lake Eyre basin. Cependant, Trigonella suavissima n'est pas une plante hôte importante pour les deux organismes nuisibles. Le statut d'hôte de l'espèce a été classé comme « médiocre » en raison de la faible incidence relative, inférieure à 0,5, de l'espèce dans les plaines inondables où l'on trouve Trigonella suavissima.

## Utilisations
Les principaux consommateurs de Trigonella suavissima sont les Aborigènes d'Australie, qu'ils l'appellent Galuuba. Faciliter l'engagement par le biais de relations solides entre les soins de santé primaires et les peuples Aboriginal et Torres Strait Islander. Cependant, il a été enregistré que Trigonella suavissima était consommé cru par les habitants du Diamantina dans le Queensland, en Australie. Les experts ont également découvert qu'outre les composés toxiques, les espèces contiennent également divers composés secondaires tels que des saponines et des flavonols qui ont des propriétés médicinales. Elle ne peut pas remplacer les légumineuses à grains actuelles comme Cicer arietinum (les pois chiches), Lupinus angustifolius (le lupin bleu) et Pisum sativum (les petits pois), mais Trigonella suavissima reste une option viable comme substitut lorsque la récolte des cultures à grains n'est pas durable en raison du climat aride et du sol infertile.
Trigonella suavissima entretient des relations étroites avec d'autres légumineuses cultivées dans le monde entier. Comme elle pousse dans des régions sèches où la disponibilité en eau est limitée et le sol infertile, elle sert de ressource aux sélectionneurs de légumineuses étrangers pour améliorer l'adaptation de leurs plantes à un climat et à un environnement défavorables.

### Agriculture
Trigonella suavissima montre une faible résistance aux ravageurs qui se nourrissent de légumineuses, en particulier pour les pucerons bleus et les pucerons tachetés de l'alfafa qui causent des dommages importants à la luzerne. La plantation de l'espèce doit être programmée de manière à éviter que les températures chaudes du début de saison ne favorisent les attaques du SAA, car Trigonella suavissima est le plus sensible au SAA lorsque les températures sont chaudes.

#### Cultures céréalières
Il s'avère que Trigonella suavissima est tout à fait apte à être domestiquée comme culture céréalière après avoir étudié son adaptation aux environnements arides et semi-arides avec un sol infertile à dominance hivernale, son mode de croissance, l'indéhiscence des gousses, les toxines antinutritionnelles, etc. Cependant, l'espèce n'a pas encore été adaptée comme culture céréalière en raison de ses propriétés inconnues et de la limitation de la petite taille des graines. Elle a un grand potentiel en raison de son port de croissance approprié et d'autres attributs agronomiques souhaitables. Sa répartition et son environnement de croissance lui permettent d'éviter le stress hydrique. Comme d'autres membres du genre Trigonella tels que le Fenugrec (Trigonella foenum-graecum), Trigonella suavissima est susceptible de posséder des propriétés chimiques et pharmaceutiques.

### Fourrage
Outre les Aborigènes d'Australie, Trigonella suavissima est également utilisé comme plante fourragère pour l'alimentation des bovins, en particulier des vaches en Australie, depuis plus de 150 ans. L'espèce est un élément vital et important du fourrage en vert et du foin sec sur pied en raison de sa croissance prolifique après les inondations périodiques, contribuant au bénéfice annuel de 200 millions de dollars de l'industrie bovine du Channel Country d'Australie, en particulier les entreprises d'engraissement de bovins. Le feuillage de Trigonella suavissima contient plus de 20 % de protéines, ce qui est beaucoup plus élevé que les autres espèces fourragères indigènes associées et les légumineuses indigènes telles que Psoralea cinera Lindl. La concentration élevée en protéines est le résultat de la fixation efficace de l'azote par la symbiose de Trigonella suavissima. Aucune tentative de domestication de Trigonella suavissima n'a eu lieu malgré sa productivité élevée et sa valeur économique. Cela est en partie attribué à la présence de caractéristiques phénologiques et antinutritionnelles défavorables qui minent sa valeur en tant que fourrage.

## Systématique
Le nom correct complet (avec auteur) de ce taxon est Trigonella suavissima Lindl..
Trigonella suavissima a pour synonymes :
- Telis suavissima (Lindl.) Kuntze
- Trigonella tenuissima Brongn. & Guillaumin

Trigonella suavissima appartient à la section « Falcatulae » du genre Trigonella d'après les caractéristiques morphologiques des embryons et des plantules dans les feuilles cotylédonaires et les premiers stades de la feuille propyle. L'espèce est toujours classée dans la section Falcatulae dans les études réalisées en 1928, 1932, 1989 et 2016 par des scientifiques différents.

### Falcatulae
La section Falcatulae est divisée en sous-sections Leves, qui désigne les graines lisses, et Tuberculatae, qui désigne les graines tuberculées ; Trigonella suavissima est placée dans le premier groupe. L'espèce est classée dans la série Anguinae au sein de la sous-section Leves en raison des légumineuses linéaires plicaturées.
Les Falcatulae sont une section paraphylétique. Le clade se compose de Trigonella maritima, Trigonella stellata et Trigonella suavissima, qui est fortement soutenu avec une valeur de bootstrap de 95% et une valeur de décroissance de 4, est lié à un autre groupe fortement soutenu comprenant les deux représentants restants de la section Trigonella balansae et Trigonella anguina, ayant une valeur de bootstrap de 95% et une valeur de décroissance de 4. Les espèces des clades partagent également des caractéristiques morphologiques, notamment l'inflorescence en ombelle synapomorphe, et le clade apporte un soutien solide à son groupe frère avec Trigonella arabica et Trigonella schlumbergeri qui appartient à la section Pectinatae. La formation d'un clade fortement soutenu indique que les espèces partagent un lien ancestral commun bien qu'elles présentent diverses caractéristiques de légumineuses.

### Classification alternative
Il a été récemment proposé de ne plus reconnaître la série Anguinae et de placer Trigonella suavissima dans la série Stellatae. Ces changements sont dus aux conclusions concernant la relation phylogénétique et les similitudes morphologiques entre Trigonella suavissima et Trigonella maritima et Trigonella stella.